# با ماو
با ماو (برمه‌ای: ဘမော်؛ ۸ فوریهٔ ۱۸۹۳ – ۲۹ مهٔ ۱۹۷۷) وکیل، سیاستمدار اهل میانمار بود.